# Centenario delle Ferrovie Italiane
La serie del Centenario delle Ferrovie Italiane è una serie di francobolli del Regno d'Italia emessa il 15 dicembre 1939 per celebrare i cento anni dall'inaugurazione il 3 ottobre 1839 della prima tratta ferroviaria italiana Napoli-Portici, lunga di poco più di sette chilometri (7,25 km) che si dipanavano sul litorale tirrenico ai piedi del Vesuvio.
I francobolli della serie, stampati in rotocalco in fogli di 60 (x4), hanno come soggetto la locomotiva a vapore del primo treno italiano (operante sulla linea Napoli-Portici) e un più moderno elettrotreno.

## Valori
- 20 Centesimi, carminio
- 50 Centesimi, violetto
- 1,25 lire, azzurro

## Riferimenti
- Sassone: Catalogo specializzato dei francobolli d'Italia e dei Paesi Italiani, volume 1, 2011, 70ª edizione.